# مجموعه قلعه جلالی و یخچال‌های مجاور
مجموعه قلعه جلالی و یخچال‌های مجاور مربوط به دوره سلجوقیان است و در کاشان، محدوده شهر واقع شده و این اثر در تاریخ ۳ اسفند ۱۳۵۵ با شمارهٔ ثبت ۱۳۵۰ به‌عنوان یکی از آثار ملی ایران به ثبت رسیده‌است.

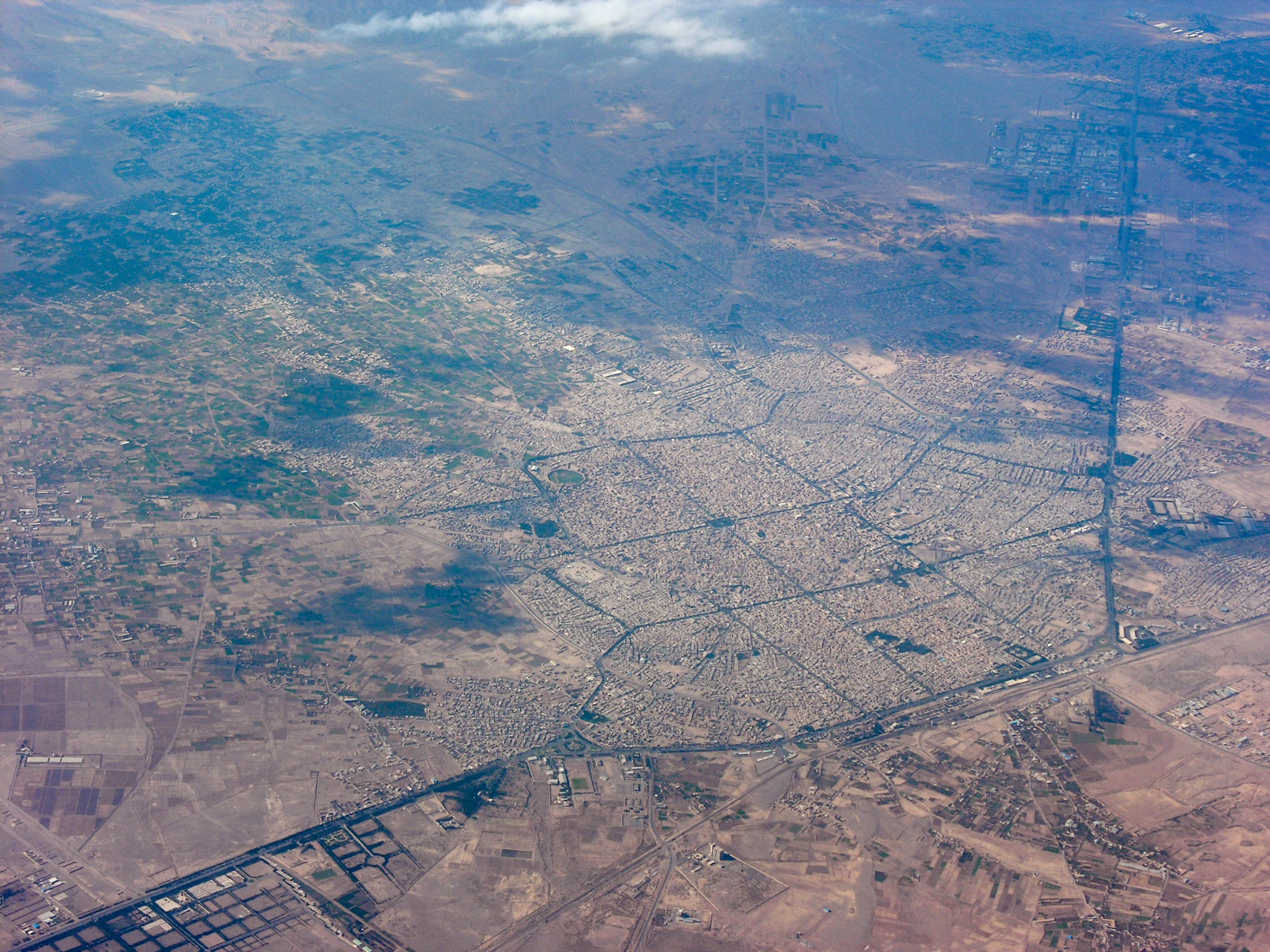
قلعه جلالی در مرکز تصویر
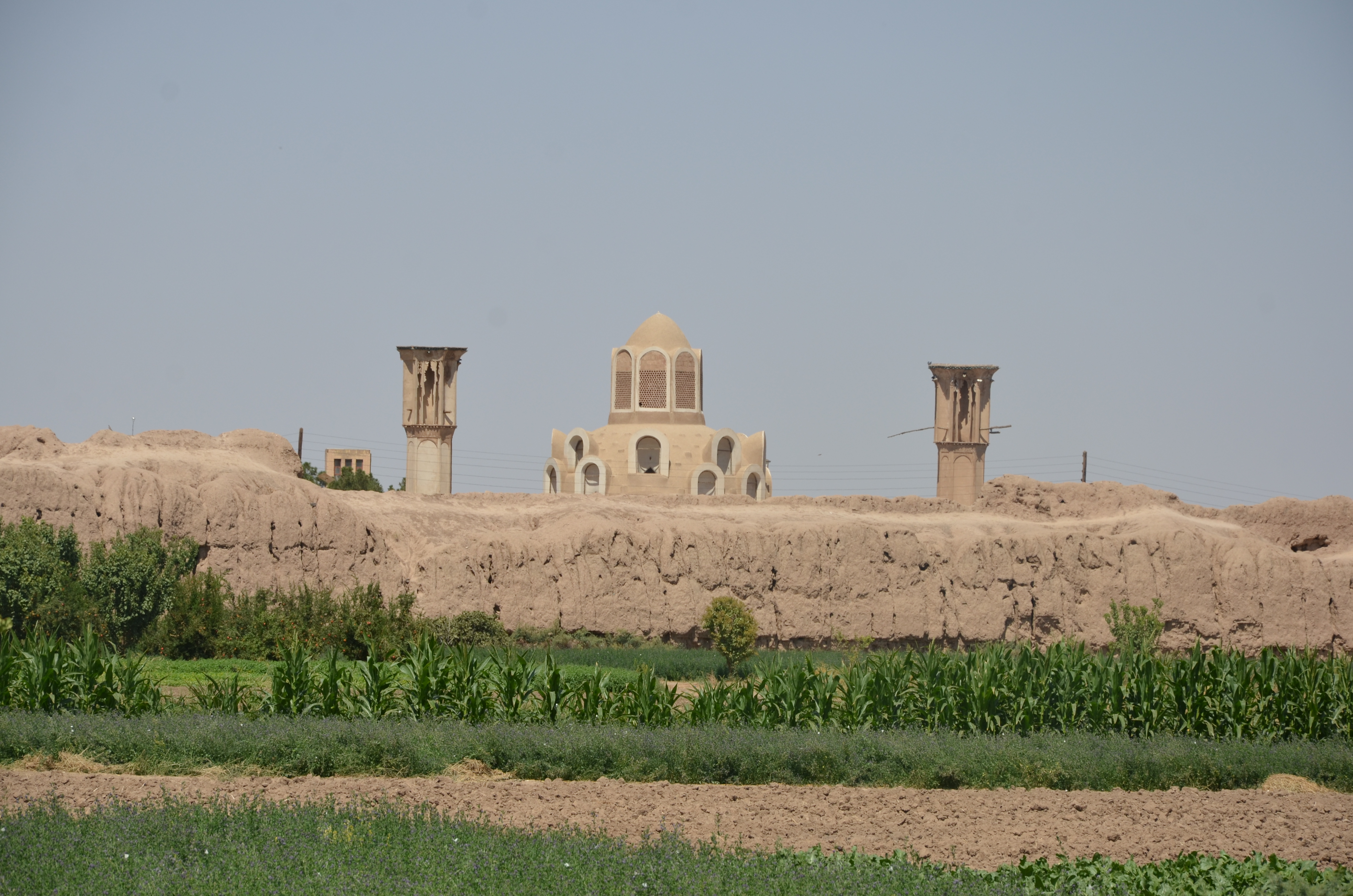